# Jan Jankowski (zootechnik)
Jan Jankowski (ur. 11 kwietnia 1952 w Śniadowie) – profesor  UWM w Olsztynie, nauki rolnicze (zootechnika).

## Życiorys
Ukończył ART w Olsztynie w 1976 r., doktorat uzyskał w 1979, habilitację w 1990 (od 1991 na stanowisku profesora nadzwyczajnego) natomiast profesurę w 1997 (od 2000 na stanowisku profesora zwyczajnego).
W latach 1981–1984 przedstawiciel asystentów i adiunktów w senacie ART oraz przewodniczący Uczelnianej Komisji Lokalowej, w latach 1987–1990 członek Uczelnianej Komisji Inwentaryzacyjnej. Prodziekan ds. nauki na Wydziale Zootechnicznym (1990–1996), wiceprzewodniczący Senackiej Komisji Budżetowej (1993–1996), Dziekan Wydziału bioinżynierii Zwierząt (1996–1999), prorektor ds. nauki i współpracy regionalnej UWM w Olsztynie (1999–2008).
Promotor trzech prac doktorskich. Jego badania naukowe obejmowały wyhodowanie i wdrożenie polskich rodów indyków WAMA; wdrożenie nowych programów i doskonalenia żywienia indyków w aspekcie bezpieczeństwa zdrowotnego mięsa
W 2019 został członkiem Rady Doskonałości Naukowej I kadencji. W 2002 r. został członkiem korespondentem PAN.

## Członkostwo w towarzystwach i radach naukowych
- Komitet Nauk Zootechnicznych PAN
- World’s Poultry Science Association
- Członek Rady Programowej „Electronic Journal of Polish Agricultural Universities”
- Olsztyńskie Forum Nauki
- Przewodniczący Komitetu Warmińsko-Mazurskiej Nagrody Jakości

## Życie prywatne
Z żoną z Marią Jankowską mają troje dzieci: Michał, Anna, Aleksandra.  Interesuje się jazdą konną, narciarstwem, żeglarstwem i brydżem.

## Nagrody i odznaczenia
- Nagroda Ministra Nauki, Szkolnictwa Wyższego i Techniki (zespołowa, 1979)
- Nagroda Rady Wojewódzkiej NOT w Olsztynie (zespołowa, 1985)
- Nagroda Ministra Kierownika Urzędu Postępu Naukowo-Technicznego (zespołowa, 1987)
- Nagroda Ministra Edukacji Narodowej (1991)
- Nagroda Polskiego Towarzystwa Nauk Weterynaryjnych (2001)
- Odznaka honorowa „Zasłużony dla Rolnictwa” (2002)
- Złoty Krzyż Zasługi (2002)